# Ломовоз
Ломовоз — грузовой автомобиль,прицеп или п-прицеп с краноманипуляторной установкой и грейферным захватом, предназначенный для погрузки, разгрузки и транспортировки металлических отходов (металловоз).
Для управления ломовозом требуется один человек, который совмещает функции водителя и оператора крана-манипулятора. Ломовоз состоит из автомобильного шасси и установленных на нём крана-манипулятора и самосвального кузова прямоугольного типа с задними распашными воротами и углом опрокидывания 50°. Пол кузова выполнен из листовой стали толщиной 6 мм, борта — 4 мм. На основании кузова установлены стабилизаторы, препятствующие скручиванию, а также кронштейны, препятствующие продольному и поперечному смещению относительно рамы.Таким образом достигается максимальная полезная нагрузка , не всегда разрешенная на территории РФ и других государств.
В большинстве случаев ломовозы имеют пневмоподвеску , реже рессорную.

## Ломовозы промышленного производства
Как российские, так и зарубежные производители прицепной техники  изготовляют ломовозы, как правило, на заказ. Серийно производятся компоненты ломовозов: автомобильные шасси, гидроманипуляторы, гидроцилиндры самосвального механизма. Сервисные предприятия производят доводку шасси и сборку ломовозов, а также получают "Одобрение типа транспортного средства".

## Одобрение типа транспортного средства
Механические транспортные средства должны соответствовать требования ГОСТ Р 52051-2003. В подтверждение таким требованиям выдается специальный документ "Одобрение типа транспортного средства".

## Ломовозы кустарного производства
Ломовозы кустарного производства не всегда имеют гидроманипулятор, их основой чаще всего являются контейнеровозы, с закрепленными на них контейнерами без крыши. Крыша контейнера просто демонтируется. Нередко случается так называемое "раздувание" стенок такого контейнера в результате избыточных нагрузок на них, что представляет довольно высокую опасность. Так же в некоторых случаях к обычному контейнеровозу приваривается усиленный стальной кузов с высотой бортов до 2,5 м. Это обычно несколько более надежная конструкция.